# Statilia maculata
Statilia maculata es una especie de mantis de la familia Mantidae.

## Descripción
Los machos adultos miden 40 a 55mm de largo y las hembras 45 a 58mm.

## Distribución geográfica
Es nativo de Asia y puede encontrarse en muchos países de este continente aunque hay ejemplares encontrados en el continente de América Central y Norteamérica .

## Subespecies
- Statilia maculata continentalis.[1]

- Statilia maculata maculata.[3][4]